# 童話迷宮
「童話迷宮」（どうわめいきゅう）は、日本の女性声優・田村ゆかりによる楽曲である。同楽曲は彼女の10枚目のシングルとして、2006年8月2日にコナミデジタルエンタテインメントから発売された。本シングルはオリコンの週間シングルランキングにおいて最高13位を記録している。

## 音楽性と歌詞
表題曲「童話迷宮」は、テレビ東京系列にて放送されたテレビアニメ『おとぎ銃士 赤ずきん』の前期オープニングテーマとして使用された。歌唱を担当した田村は、同アニメ作品で主人公の赤ずきんを演じている。田村はこれまでのシングル表題曲とは違った雰囲気の作品を、という思いから本曲を選び取ったとインタビューで述懐しており、「戦闘シーンに合うような曲にしたい」というディレクションを受けながら、疾走感ある歌い方を目指したと話している。歌詞に関しては、作詞を手掛けた畑亜貴と田村がやり取りを行いながら、より明確に歌詞の意味を汲み取れる内容へと推敲が重ねられたという。
この「童話迷宮」に対しては以下のような批評的言及があった。雑誌『メガミマガジン』に掲載されたシングルに関する新譜CD情報によれば、「童話迷宮」では小気味よいサウンドに乗せて、始まりに対する期待感や不安感が表現された。ヤマハミュージックメディアや声優情報誌『hm3 SPECIAL』のライター・松山啓士は、ともに楽曲のテンポの速さについて特筆しているが、特に前者は「使われているコードは難しくない」と指摘している。一方、『hm3 SPECIAL』の松山は、詞の内容も田村の歌声も力強さを帯びた楽曲になっているとも言及しており、タワーレコードの馬場敏裕にも本曲を収録したベストアルバム『Sincerely Dears...』に対するレビューの中で「かっこよさも備える名曲」として紹介されている。同様に、音楽ライターの澄川龍一も畑亜貴によるメルヘンチックな歌詞の内容とは裏腹に、田村のクールじみた歌声が対照的な作品になっていると指摘した。澄川はさらに、後続のディスコグラフィによって彼女の持つユニークな世界観が展開し、確立していくための序章となった楽曲とも位置づけている。
一方、カップリング曲の一つ「miss you」は、田村によれば男性目線寄りな詞に仕上がっており、その内容をどう解釈して歌うか考えを巡らせながら収録に臨んだと話している。もう一方のカップリング曲「天使のお仕事」は、文化放送のラジオ番組『田村ゆかりのいたずら黒うさぎ』において2006年7月8日から11月18日放送分までのオープニングテーマとして用いられた。本曲ではコーラスで「busy busy every night」というフレーズの次に「eeny meeny miny mo」（イニミニマニモ）と歌われる。「eeny meeny miny mo」とは英語で何かを選ぶときに歌われる数え歌で、日本語における「どちらにしようかな」に相当する。音元出版が運営する情報サイト「PHILE WEB」のライター・高橋敦は、この一連のコーラスのバックで使われているシンセサイザーの音色が本作を「ファンシーな印象」に仕立て上げている要素の1つだと言及している。また、高橋はあちらこちらに散りばめられた田村の声をはじめとして情報量の多い楽曲だと指摘し、本曲を「シンプルなような複雑なような不思議な曲調」とも評している。なお、「天使のお仕事」を歌い上げた田村自身は、エレクトロ・ポップに近い形に仕上がったと述べている。

## チャート成績と反響
シングル『童話迷宮』は2006年8月2日にコナミデジタルエンタテインメントからフィジカル・リリースされた。シングルの初回盤はデジパック仕様にて販売されている。本作は発売後、オリコンが集計する2006年8月第2週付けの週間シングルランキングにおいて13位を記録し、これが最高順位となった。一方、情報誌『アニカン』が集計した2006年のアニメソングCDランキングTOP200の中では91位にランクインしている。
楽曲「童話迷宮」は田村のベストアルバム『Sincerely Dears...』（2007年3月発売）にも収録され、ラジオ番組『こむちゃっとカウントダウン』で特集された、2006年の年間ベストヒット楽曲では3位にランクインした。そのほか、田村のアルバム『Everlasting Gift』（2012年10月発売）購入者を対象とした、楽曲の人気投票企画では6位を獲得している。

## ライブ・パフォーマンス
楽曲「童話迷宮」は、2006年に開催された田村のコンサート・ツアー「Concert Tour 2006 *fancy baby doll*」（東京・大阪・名古屋・福岡にて開催）において初披露された。2013年にはパシフィコ横浜で催されたライブ・イベント「17才だよ?!ゆかりちゃん祭り!!」において、前述の『Everlasting Gift』購入者を対象として行われた人気投票ベスト10にランクインした楽曲がそれぞれ異なる衣装をまとった状態でパフォーマンスされ、特に「童話迷宮」のパートでは長いレースが左肩に付着した金色と黒色からなる衣装が用いられた。なお、その翌年にはホリプロ所属の若手女性声優によるイベント「Anisong Ichiban!! presented by HoriPro Vol.4」で声優の山崎エリイが本曲のカバーを披露している。

## シングル収録曲
| #         | タイトル         | 作詞         | 作曲・編曲 | 時間  |
| --------- | ---------------- | ------------ | ---------- | ----- |
| 1.        | 「童話迷宮」     | 畑亜貴       | 太田雅友   | 3:53  |
| 2.        | 「miss you」     | 田中隼人     | 田中隼人   | 4:48  |
| 3.        | 「天使のお仕事」 | ふじのマナミ | tetsu-yeah | 4:12  |
| 合計時間: | 合計時間:        | 合計時間:    | 合計時間:  | 12:53 |